# Tutanga
Tutanga est une île inhabitée de Funafuti en Tuvalu.